# Ведемейер, Антон Иванович
Антон Иванович (Антон-Лоренц) Ведемейер (1765—1806) — генерал-майор русской императорской армии. 

## Биография
Родился 10 (21) августа 1765 года. Сын родоначальника дворянского рода Ведемейеров в Российской империи Иоганна-Георга (Ивана) Ведемейера (1730—1797), прибывшего в Россию в 1754 году.
Премьер-майор (1793). Был награждён 15 сентября 1794 года орденом Св. Георгия 4-й степени (№ 1060) и в том же году произведён в подполковники. Полковник с 1798 года. С производством в генерал-майоры с 6 марта 1799 года стал шефом 10-го (в 1801 переименован в 9-й) егерского полка — по 23 июне 1802 года.
Умер в отставке 10 (22) января 1806 года и был погребён на Смоленском лютеранском кладбище в Санкт-Петербурге с отцом.
Женился 3 февраля 1801 года на дочери польского ротмистра, Елене Антоновне Реут (1782—?). От брака имели сына, который умер в младенчестве в 1804 году.